# Cresaptown-Bel Air
Cresaptown-Bel Air es un lugar designado por el censo ubicado en el condado de Allegany en el estado estadounidense de Maryland. En el año 2010 tenía una población de 4592 habitantes y una densidad poblacional de 237,93 personas por km².

## Geografía
Cresaptown-Bel Air se encuentra ubicado en las coordenadas 
39°35′14″N 78°50′33″O / 39.58722, -78.84250.

## Demografía
Según la Oficina del Censo en 2000 los ingresos medios por hogar en la localidad eran de $42.175 y los ingresos medios por familia eran $65.650. Los hombres tenían unos ingresos medios de $35.052 frente a los $32.985 para las mujeres. La renta per cápita para la localidad era de $15.979. Alrededor del 6.3% de la población estaba por debajo del umbral de pobreza.